# 白銅

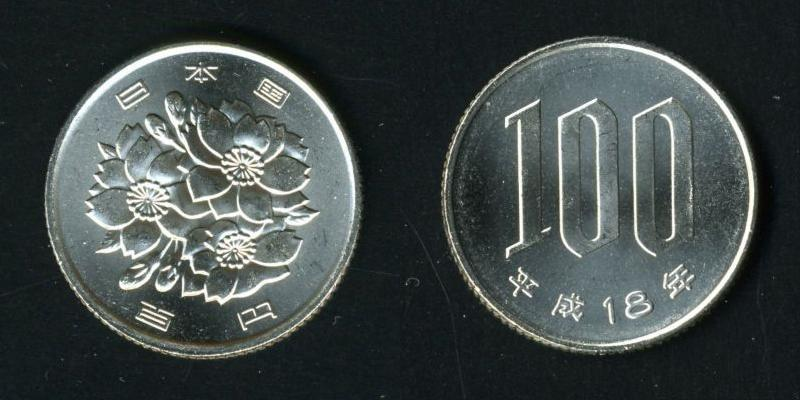
百円硬貨。銅75%、ニッケル25%の白銅製。

白銅（はくどう、cupronickel）は、銅を主体としニッケルを10%から30%含む合金である。

## 特徴
ニッケルの含有比率には多少ばらつきがあるものの、含有量の多いものについては銀に似た白い輝きを放つので、銀の代用品として貨幣などに使われる。一例として、昭和30年代頃は銀貨だった100円硬貨は、その後の銀価格高騰を受け、1967年（昭和42年）より、50円硬貨とともに白銅製に切り替えられ、現在に至る。
日本の100円硬貨、50円硬貨、初代500円硬貨は Cu75%-Ni25% の白銅である（2代目500円硬貨と3代目（現行）500円硬貨の外縁部分は銅・亜鉛・ニッケルの合金であるニッケル黄銅製）。なお、3代目500円硬貨の中心部分にも、白銅が用いられている。
世界的に銀貨が一般流通用に見られなくなった現代社会においては、青銅が低額硬貨に用いられるのに対し、白銅は高額硬貨に多く用いられる。
また、海水に対する耐食性が高く、海水淡水化の設備や船舶関連の部品に多く使用されている。
展性に優れるので小銃の薬莢に用いられる。黄銅製のものに比べはるかに薄くできるので航空機搭載の機銃の薬莢に使われた。現在ではピストルの薬莢にも使われている。
日本語の「白銅」の語は、ニッケルが日本で使われるようになった明治以前は、銅と錫の合金（青銅）のうち錫の含有量の多い白銀色のものを指していた。古代の銅鏡は、その原義の「白銅」を素材とするものが多かった。

## 画像

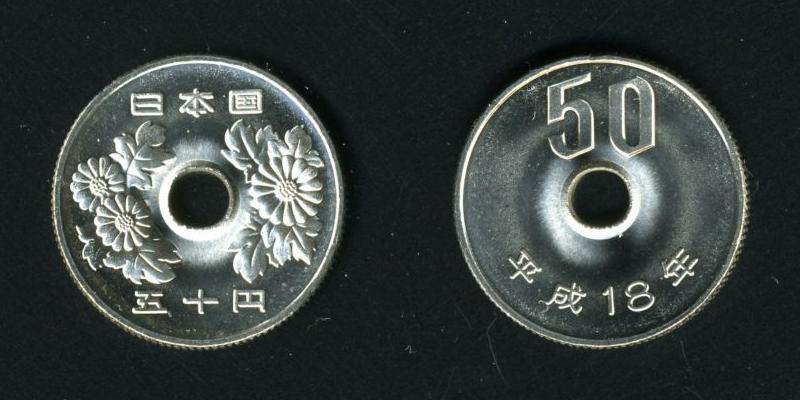
50円白銅貨
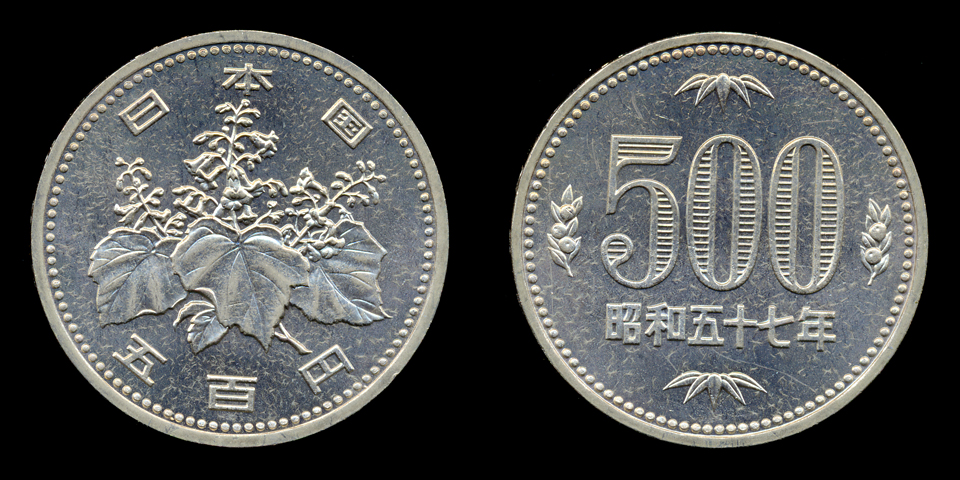
500円白銅貨（初代500円硬貨）